# Бетринешть (Нямц)
Бетринешть, Бетринешті (рум. Bătrânești) — село у повіті Нямц в Румунії. Входить до складу комуни Ікушешть.
Село розташоване на відстані 268 км на північ від Бухареста, 50 км на схід від П'ятра-Нямца, 62 км на південний захід від Ясс.

## Населення
За даними перепису населення 2002 року у селі проживали 206 осіб, усі — румуни. Усі жителі села рідною мовою назвали румунську.